# Jean-Étienne Guettard
Jean-Étienne Guettard (Étampes, 22 de setembro de 1715 – Paris, 6 de janeiro de 1786) foi um geólogo, mineralogista e naturalista francês.

## Vida
Na infância, ele conheceu as plantas com seu avô, que era farmacêutico, e mais tarde se formou como médico em medicina. Prosseguindo o estudo da botânica em várias partes da França e de outros países, ele começou a perceber a relação entre a distribuição das plantas e os solos e subsolos. Dessa forma, sua atenção passou a ser direcionada para minerais e rochas.
Em 1746, ele comunicou à Academia de Ciências de Paris um livro de memórias sobre a distribuição de minerais e rochas, e este foi acompanhado por um mapa no qual ele havia registrado suas observações. Ele, portanto, conforme observado por W.D. Conybeare, "primeiro pôs em execução a ideia, proposta por Martin Lister anos antes, de mapas geológicos". No decorrer de suas viagens, ele fez uma grande coleção de fósseis e figurou muitos deles, mas não tinha ideias claras sobre a sequência dos estratos.
Ele fez observações também sobre a degradação das montanhas pela chuva, rios e mar; e ele foi o primeiro a verificar a existência de antigos vulcões no distrito de Auvergne.
Em 1759, Guettard foi eleito membro estrangeiro da Real Academia de Ciências da Suécia.
Ele morreu em Paris em 7 de janeiro de 1786.

## Publicações
- Observations sur les plantes (Durand, Paris, dois volumes, 1747),
- Carte minéralogique, Où l'on voit la Nature des terreins du Canada et de la Louisiane. Dressée par Philippe Buache de l'Ac. des Sciences sur les recherches et pour un Mémoire de Mr Guettard de la même Acadadémie. 1752.
- Il traduit l’Histoire naturelle... de Pline l'Ancien (Paris, doze volumes, 1771-1782).
- Mémoires sur la minéralogie du Dauphiné (imprimerie de Clousier, Paris, dois volumes, 1779).
- Histoire de la découverte faite en France de matières semblables à celles dont la porcelaine de la Chine est composée (1765)
- Mémoires sur différentes parties des sciences et arts (5 vols, 1768–1783)
- Atlas et description minéralogiques de la France (1780)
- Atlas minéralogique de la France, volume de planches (1780)